# True History of the Kelly Gang
The True History of the Kelly Gang (La verdadera historia de la banda de Kelly en España) es una película de bandidos de 2019 dirigida por Justin Kurzel, escrita por Shaun Grant y basada en la novela de 2000 del mismo nombre de Peter Carey. Un relato ficticio de la vida del bandido y forajido Ned Kelly, la película está protagonizada por George MacKay, Essie Davis, Nicholas Hoult, Charlie Hunnam y Russell Crowe. 
Tuvo su estreno mundial en el Festival Internacional de Cine de Toronto el 11 de septiembre de 2019. Fue estrenada en Australia el Día de Australia de 2020, por Transmission Films y Stan, en el Reino Unido el 28 de febrero de 2020, por Picturehouse Entertainment, y en los Estados Unidos el 24 de abril de 2020, por IFC Films.

## Argumento
True History of the Kelly Gang se basa en Ned Kelly, el mítico bandolero que murió colgado en Melbourne en 1880. Bajo la forma de una confesión, Carey hace que el protagonista escriba por sí mismo la narración de su vida familiar y andanzas delictivas desde los 12 años hasta su trágico final.

## Reparto
- George MacKay como Ned Kelly.
- Charlie Hunnam como Sergeant O'Neill
- Russell Crowe como Harry Power.
- Nicholas Hoult como alguacil Fitzpatrick
- Essie Davis como Ellen Kelly
- Thomasin McKenzie como Mary.
- Claudia Karvan como Mrs. Shelton
- Jacob Collins-Levy como Thomas Curnow.
- Sean Keenan como Joe Byrne
- Earl Cave como Dan Kelly
- Jillian Nguyen como Molly Kane.
- Orlando Schwerdt como joven Ned Kelly.
- Louis Hewison como Steve Hart

## Producción
El director Justin Kurzel mencionó que estaba desarrollando la película en diciembre de 2016 mientras hacía prensa para Assassin's Creed. 
En noviembre de 2017, el proyecto se anunció oficialmente, con George MacKay como Ned Kelly y Russell Crowe, Nicholas Hoult y Essie Davis como elenco secundario. Se anunció que el rodaje comenzaría en marzo de 2018 en Victoria, Australia.   En abril, el inicio de la producción de la película se trasladó a julio.  La producción comenzó el 22 de julio.   En septiembre se reveló que Charlie Hunnam participaría en la película. 

## Estreno
La película se estrenó en el Festival Internacional de Cine de Toronto el 11 de septiembre de 2019 y fue estrenada en los cines australianos en 2020 por Transmission Films.  Los derechos de transmisión australianos fueron adquiridos por Stan, que lanzó la película en su servicio como original de Stan.  La película tuvo un estreno limitado en los cines australianos el 9 de enero de 2020  con un estreno amplio previsto para Stan el Día de Australia, el 26 de enero de 2020. 
Picturehouse Entertainment programó el estreno de la película en cines en el Reino Unido e Irlanda a partir del 28 de febrero de 2020.  
En septiembre de 2019, IFC Films adquirió los derechos de distribución de la película en Estados Unidos.  Fue lanzado el 24 de abril de 2020.  y fue número 1 en taquilla. 

## Recepción
En Rotten Tomatoes, True History of the Kelly Gang tiene un índice de aprobación del 80% según 165 reseñas, con una calificación promedio de 6.9/10 . El consenso crítico del sitio dice: "Su enfoque inusual no será para todos los espectadores, pero True History of the Kelly Gang ofrece una mirada distintivamente posmoderna al pasado de Australia".  En Metacritic, la película tiene una puntuación promedio ponderada de 75 sobre 100, basada en 27 críticas, lo que indica "críticas generalmente favorables". 